# Гискар, Луи де
Луи де Гискар (фр. Louis de Guiscard; 27 сентября 1651, Пюи-л’Эвек — 6 декабря 1720), маркиз де Гискар-Маньи — французский генерал и дипломат.

## Биография
Сын Жоржа де Гискара, сеньора де Ла-Бурли и де Нёви-сюр-Луар, и Женевьевы де Лонгваль, дамы де Фурдринуа.
Граф де Нёви-сюр-Луар и де Пюикальвари, называемый графом де Гискаром, сеньор де Фурдринуа и де Ла-Бурле.
20 августа 1671 получил роту в Королевском Корабельном полку. В 1672 году участвовал во всех осадах, проводившихся под руководством короля. В августе перешел под командование маршала Тюренна в Кёльнское курфюршество. В феврале 1673 внес вклад во взятие крепостей курфюрста Бранденбургского, затем отправился на осаду Маастрихта, после чего вернулся на германский театр, где закончил кампанию в войсках Тюренна.
Полковник Нормандского полка (27.03.1674), к которому присоединился в Граве. Отличился при обороне этой крепости, сдавшейся принцу Оранскому после 93-х дней осады. Участвовал во всех вылазках и обороне всех позиций, на которых находился как в качестве командира полка, так и в качестве добровольца. Был опасно ранен мушкетной пулей в подмышку.
В 1675 году служил при осадах и взятии Динана, Юи и Лимбурга, при осаде Бушена получил пулевое ранение в голову. В 1676-м был в Руссильонской армии маршала Навая, державшей оборону, в 1677—1678 годах воевал в Германии под командованием маршала Креки. Участвовал в битве при Концер Брюкке, после которой увел в Мец остатки разгромленной пехоты, в том числе то, что осталось от полков Нормандского и Бурлемона.
Под началом того же командующего участвовал в осаде Люксембурга в 1684 году.
Под командованием Монсеньора в 1688 году участвовал в осадах Филиппсбурга, Мангейма и Франкенталя, затем в походе маркиза де Фёкьера в Германию в январе 1689.
Бригадир пехоты (15.02.1689), генеральный инспектор пехоты (16.02.1689) в Эно и на границе Пикардии и Суассонне. 20 марта назначен во Фландрскую армию д'Юмьера, 19 июля стал командующим в Динане и окрестностях, откуда постоянно устраивал набеги, собрав огромную контрибуцию на границах Намюра и Брабанта.
Лагерный маршал (19.10.1690), передал Нормандский полк своему брату (март 1691). 12 июля направлен в атакованный противником Филиппвиль. В августе с отрядом из динанского гарнизона сжег крупный магазин с фуражом между Намюром и Сен-Жераром и двенадцать кораблей с провизией, предназначенных для Намюра. 20 октября его командование было распространено на Шарлемон.
5 мая 1692 после отставки отца получил губернаторство в Седанском княжестве. Служил при осаде и взятии Намюра и его замков, и 2 июля был там назначен губернатором. Участвовал в осаде Шарлеруа; приказом от 29 октября назначен командующим в Намюрском графстве, Динане, Филиппвиле и Шарлемоне.
В ночь с 11 на 12 ноября с отрядом из трехсот гренадер, двигавшимся по воде, и шестью сотнями конных, шедших берегом, разграбил пригород Юи, взяв в плен драгунского полковника, пять других офицеров, семьдесят кавалеристов и захватив шестьдесят лошадей.
Генерал-лейтенант армий короля (30.03.1693). Остался в Намюре, 26 мая также получил командование между Самброй и Маасом.
Затем с крупным отрядом обложил Юи, проведя таким образом диверсию, призванную облегчить маршалу Буфлеру взятие Фюрна. Выполнил задачу, сдержав группу войск противника, которой командовал граф Атлонский. После взятия Юи обложил Шарлеруа и участвовал в его осаде и взятии.
В июле встретил конвой, который было приказано провести из Монса; располагая 13 эскадронами разбил испанского генерал-лейтенанта Дюпюи, имевшего 18 эскадрон и 2400 человек пехоты из гарнизона Шарлеруа, убив восемьсот человек, потеряв двести своих, взяв пленных, и провел конвой в Намюр к маршалу Люксембургу.
Принял участие в битве при Неервиндене, где Люксембург поставил его на левом фланге.
Оставался в Намюре в течение кампании 1694 года.
В 1695 году Намюр был осажден принцем Оранским и курфюрстом Баварским. Обороной командовал маршал Буфлер. Город сдался 4 августа после 26 дней осады. Гискар и Буфлер подписали капитуляцию, после чего отступили в замок, где держались до 2 сентября. Принц использовал при осаде 150 орудий и 55 мортир. Маршал был удержан в плену в ответ на действия Людовика XIV, не разрешившего выкупить взятые в плен гарнизоны Дейнзе и Диксмёйде, а Гискар был послан к королю с сообщением об этом.
22 августа граф де Гискар получил патент на формирование на границе, где он командовал, фузилерного полка своего имени, 5 сентября был назначен командующим в Динане и Филиппвиле, а 17 декабря пожалован в рыцари орденов короля. Цепь ордена Святого Духа получил 1 января 1696. В том же месяце передал фузилерный полк сыну.
15 марта был назначен командующим в Люксембурге в отсутствие маркиза д'Аркура, а 26 октября на Маасе в течение зимы. В 1697 году служил в Маасской армии маршала Буфлера.
2 августа 1698 назначен чрезвычайным послом в Швецию ко двору Карла XII, откуда вернулся в сентябре 1701.
Служил в Германской армии маршала Катина, обеспечившей переход в Баварию корпуса маркиза де Виллара.
В составе Фландрской армии маршалов Вильруа и Буфлера сражался в 1703 году при Экерене. В 1704—1706 годах служил под командованием Вильруа, участвовал в битве при Рамийи, после чего оставил службу.
Жалованной грамотой в марте 1694 земля Пюикальвари в Аженуа была возведена в ранг графства, которое Гискар 8 декабря 1696 продал графу де Кадрьё.
Приобретя у герцога де Шеврёза землю и сеньорию Маньи в Пикардии, с фьефами, землями и сеньориями Гиври, Божи, Мокур, Миранкур, Берланкур, Бюшуар, Бен, Руврель, Резавуан, Тирланкур, Бетанкур, Эруваль и прочее у короля в обмен на часть владения Шони, добился в январе 1703 возведения всех этих фьефов в ранг маркизата под названием Гискар, с правом передачи его своей единственной дочери с «последовательной субституцией, продолжительной до бесконечности» (substitution graduelle & perpetuelle à l'infini), первоначально детям мужского пола названной мадемуазели, от старшего к старшему, за отсутствием мужских к старшей из дочерей и ее потомству, за его отсутствием к другим дочерям в порядке примогенитуры, за отсутствием детей мужского и женского пола к старшему мужского пола в доме Гискаров, начиная с ветви Лакто-Гризель из Керси; за отсутствием детей мужского пола в названной ветви к старшему из мужчин ветви де Пеш де Сиреш к детям мужского пола от старшего к старшему. Король в этом случае нарушил статью 59 Орлеанского ордонанса и статью 57 Муленского ордонанса, которые ограничивали степени субституции.

## Семья
Жена (24.02.1677): Анжелика де Лангле (ум. 29.09.1725), дочь Клода I де Лангле, сеньора д'Эпишельера, генерального квартирмейстера армий короля, и Катрин Роз де Картабалан. По словам герцога де Сен-Симона, она жила у своего брата, Клода II де Лангле, законодателя придворных мод, «а Гискар — где ему заблагорассудится. Они не питали друг к другу ни любви, ни уважения, но Лангле был столь же богат, сколь и мало расположен вступать в брак, а потому и сестра, и ее муж были по отношению к нему в высшей степени предупредительны».
Дети:
- Луи-Огюст (10.05.1680—12.1699), называемый маркизом де Гискаром, суб-лейтенант пехотного полка Короля (20.02.1695), полковник пехотного полка Гискара (8.01.1696). Сопровождал графа де Таллара в посольстве в Англии (1698), а своего отца в Швеции (1699). Собирался побывать в Риме. Умер в конце декабря 1699 года от оспы в Вене, куда отец отправил его в путешествие, пользуясь мирным временем. Был холост
- Катрин (12.01.1688—9.09.1723). Муж (3.07.1708): герцог Луи-Мари д’Омон (1691—1723)